# Marthula castrensis
Marthula castrensis är en fjärilsart som beskrevs av William Schaus 1906. Marthula castrensis ingår i släktet Marthula och familjen tandspinnare. Inga underarter finns listade i Catalogue of Life.